# Vydání díla
Vydání je konkrétní verze díla, soubor všech jeho exemplářů, které byly vytištěny najednou. Tyto výtisky byly vyrobeny z jedné sazby nebo z jednoho exempláře použitého jako matrice, formálně i obsahově jsou víceméně shodné. (V jiném smyslu se termín vydání používá pro vlastní zveřejnění díla, jeho vydání tiskem, tj. publikování).
Dílo může být vydáno jednou nebo opakovaně - u stejného či jiného nakladatele a ve stejné nebo pozměněné podobě. Pokud se na vydání díla podílejí dva či více nakladatelů, jedná se o koedici.
Za stejné vydání se bibliograficky považuje vázaná a brožovaná verze téže knihy, pro něž byla použita stejná sazba, i když mají např. různé obálky. V případě dotisků (reprintů) se někdy opravují drobné typografické chyby, takže dílo pak už není zcela identické.
Opakované vydání se nazývá též reedice. Vydání nakladatel obvykle čísluje, ale první vydání v příslušném nakladatelství nemusí být úplně prvním vydáním díla, které je pro sběratele nejcennější. U vzácnějších knih bývají číslovány i výtisky (největší hodnotu mají nejnižší čísla).
U odborné literatury, literatury faktu a učebnic bývají některá další vydání autorem či autory revidována, aktualizována či doplňována na základě nových poznatků. Označení aktualizované vydání, doplněné vydání, přepracované vydání však záleží na subjektivní volbě vydavatele.